# Glendora (Kalifornien)
Glendora ist eine Stadt im Los Angeles County im US-Bundesstaat Kalifornien, Vereinigte Staaten. Das U.S. Census Bureau hat bei der Volkszählung 2020 eine Einwohnerzahl von 52.558 ermittelt. Das Stadtgebiet hat eine Größe von 49,9 km². Die Stadt wurde am 1. April 1887 durch George Whitcomb, der 1885 aus Illinois kam, gegründet. Die Stadt liegt an der berühmten Route 66.

## Name
Der Name ist ein Kofferwort aus Glen für ein kleines, abgelegenes, idyllisches Tal und der Endung des Vornamens der Ehefrau des Gründers George D. Whitcomb Leadora.
Glendora trägt außerdem die Bezeichnung „Pride of the Foothills“.

## Lage
Glendora liegt östlich von Azusa, nördlich von Covina, und westlich von San Dimas. Es liegt am Fuße der San Gabriel Mountains im Norden. Die Autobahn California State Route 210 führt durch das Stadtgebiet. Die Nähe zu den Bergen führt zum gelegentlichen Erscheinen von Pumas und Schwarzbären im Stadtgebiet.
Glendora liegt in der Erdbebenzone der Sierra-Madre-Verwerfung, die zu der Zone gehörende San-Gabriel-Verwerfung führt am Vorgebirge der San Gabriel Mountains entlang. Das letzte große Beben liegt 8000 Jahre zurück, die Verwerfung kann aber Erdbeben bis zur Stärke 7,5 auf der Richterskala erzeugen. Sie ist für Glendora unter dem Citrus College kartographiert.

## Bevölkerung
Laut der Volkszählung von 2000 lebten in Glendora 50.177 Personen. Die Einwohner sind zu 67,2 % Weiße, gefolgt von 22,7 % Latinos. Als Herkunftsland wurde am häufigsten Mexiko (16,3 %) genannt, gefolgt von Deutschland (11,3 %). 14,7 % der Einwohner wurden außerhalb der USA geboren. Das Median-Einkommen pro Haushalt und Jahr betrug $ 81.336. 73,5 % der Einwohner wohnten in eigenem Eigentum.

## Geschichte
Das Gebiet des heutigen Glendora war Siedlungsgebiet der Tongva. Im heutigen Nachbarstadt San Dimas lag die Tongva-Siedlung Momwahomomutngna. Der 1876 eingerichtete protestantische Friedhof Fairmount Cemetery wurde auf einer indianischen Beerdigungsstelle errichtet.
Während der Kolonialzeit gehörte das Gebiet Glendoras zur Mission von San Gabriel. Später wurde es von der Regierung Mexikos der Rancho Azuza, von der das benachbarte Azusa seinen Namen ableitet, zugeschlagen. 1874 ließen sich als erste Siedler die beiden ehemaligen Soldaten der Südenstaaten-Armee John Bender und William Bryant Cullen nieder.

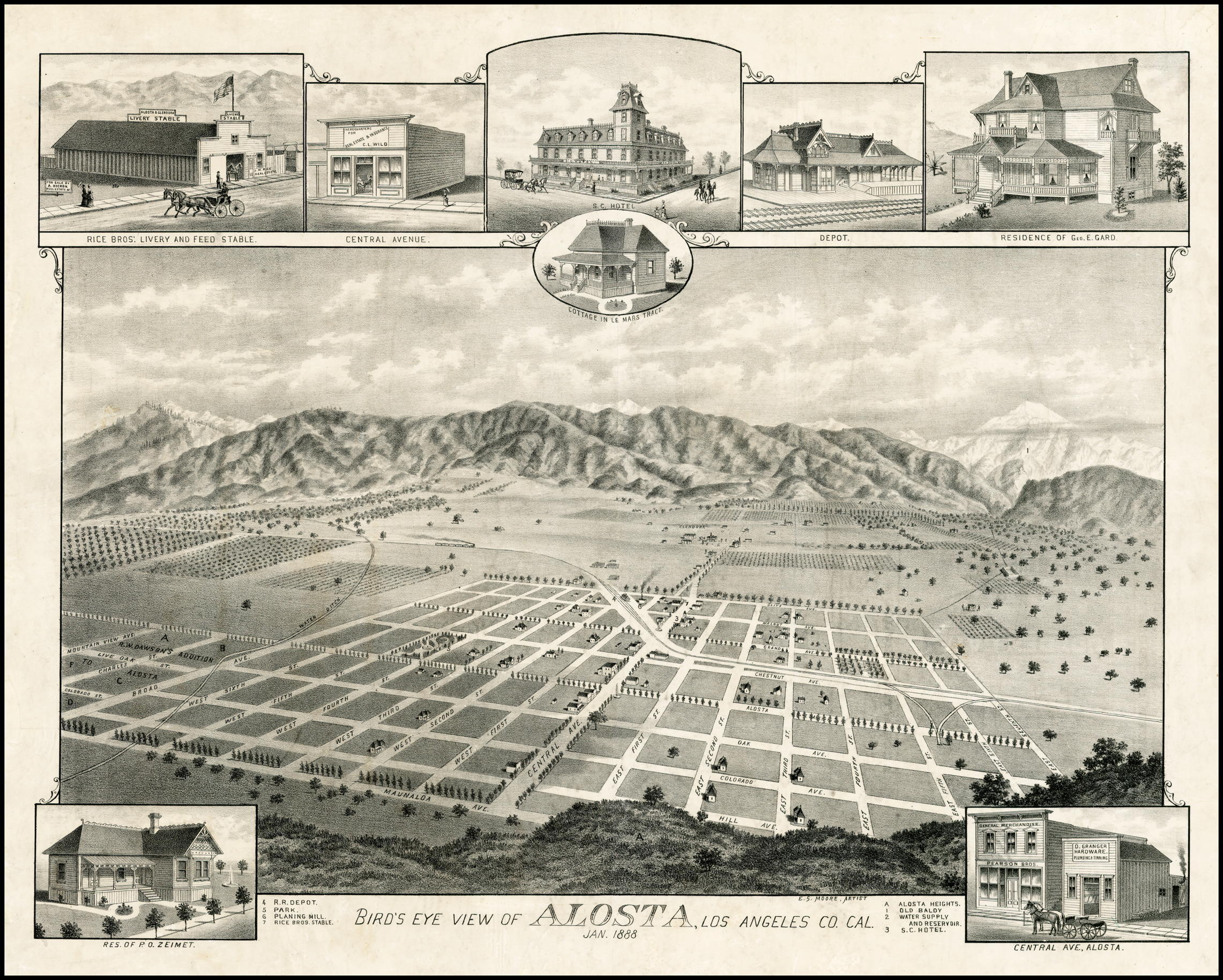
Karte von Alosta (im Vordergrund) und Glendora von 1888, kurz nach der Gründung Glendoras.

1885 erwarb George D. Whitcomb, der Gründer Glendoras 200 Morgen an Land. Er überzeugte die Santa Fe Railroad ihre Eisenbahnstrecke von Pasadena nach San Bernardino in der Nähe seines Landes entlangzuführen. Whitcomb teilte sein Land in Parzellen und legte Straßen an.
Straßen in Nord-Süd-Richtung benannte er nach Bundesstaaten und Orten, in denen er gelebt hatte oder zu denen er eine Beziehung hatte. In Ost-West-Richtung verlaufende Straßen wurden nach Mitgliedern seiner Familie benannt. Am
1. April 1887 wurde eine öffentliche Versteigerung zum Verkauf der Parzellen veranstaltet. 291 Grundstücke wurden an diesem Tag verkauft und die Existenz Glendoras als Ort begann. Der landwirtschaftliche Ort hatte mit Wasserproblemen zu kämpfen, bis der Anbau von Zitrusfrüchten sich verbreitete. 1896 wurde eine Packstation für die Orangen und Zitronen errichtet. Glendora war zeitweilig der Standort der weltgrößten Verpackungsstation für Zitrusfrüchte.
Ab 1902 war Glendora an das Telefonnetz angeschlossen. 1907 wurde die Stadt Endhaltestelle einer nach Los Angeles führende Linie der Pacific Electric Railway. 1908 und 1909 folgte der Anschluss an Elektrizitäts- und Gasleitungen.

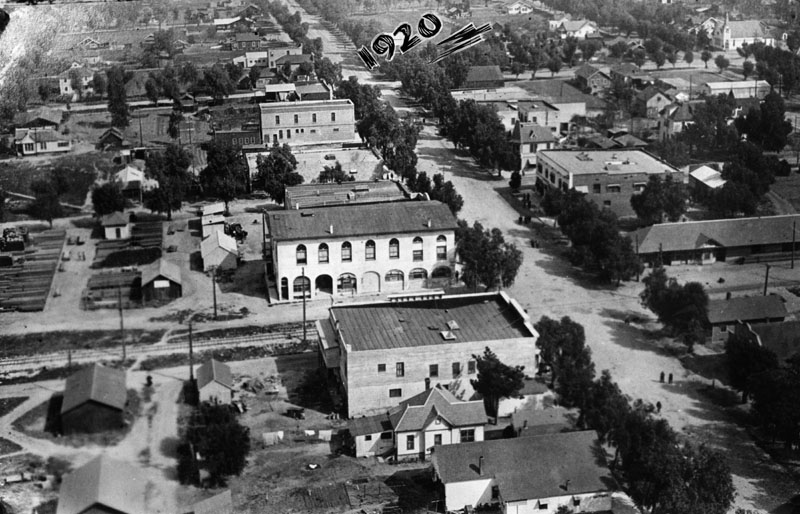
Glendora 1920.

Am 13. November 1911 wurde Glendora offiziell zur Stadt erhoben.
1933 wurde von Orton Engelhart der Impulsregner erfunden. Glendora ist der Hauptsitz der Firma Rain Bird Sprinklers.
1951 wurde der Dienst auf der nach Glendora führenden Linie der Pacific Electric Railway eingestellt.
Zu Beginn des Jahres 1969 kam es in Südkalifornien zu außergewöhnlich starken Regenfällen. Bei Glendora löste dies eine Schlamm- und Gerölllawine von einer Million Kubikmetern Masse aus, die etwa 200 Häuser zerstörte und dutzende Personen tötete. Nach der Katastrophe von 1969 wurden vier Auffangbecken in Glendora errichtet, um eine Wiederholung zu verhindern.

## Bildung

### Schulen und Hochschule

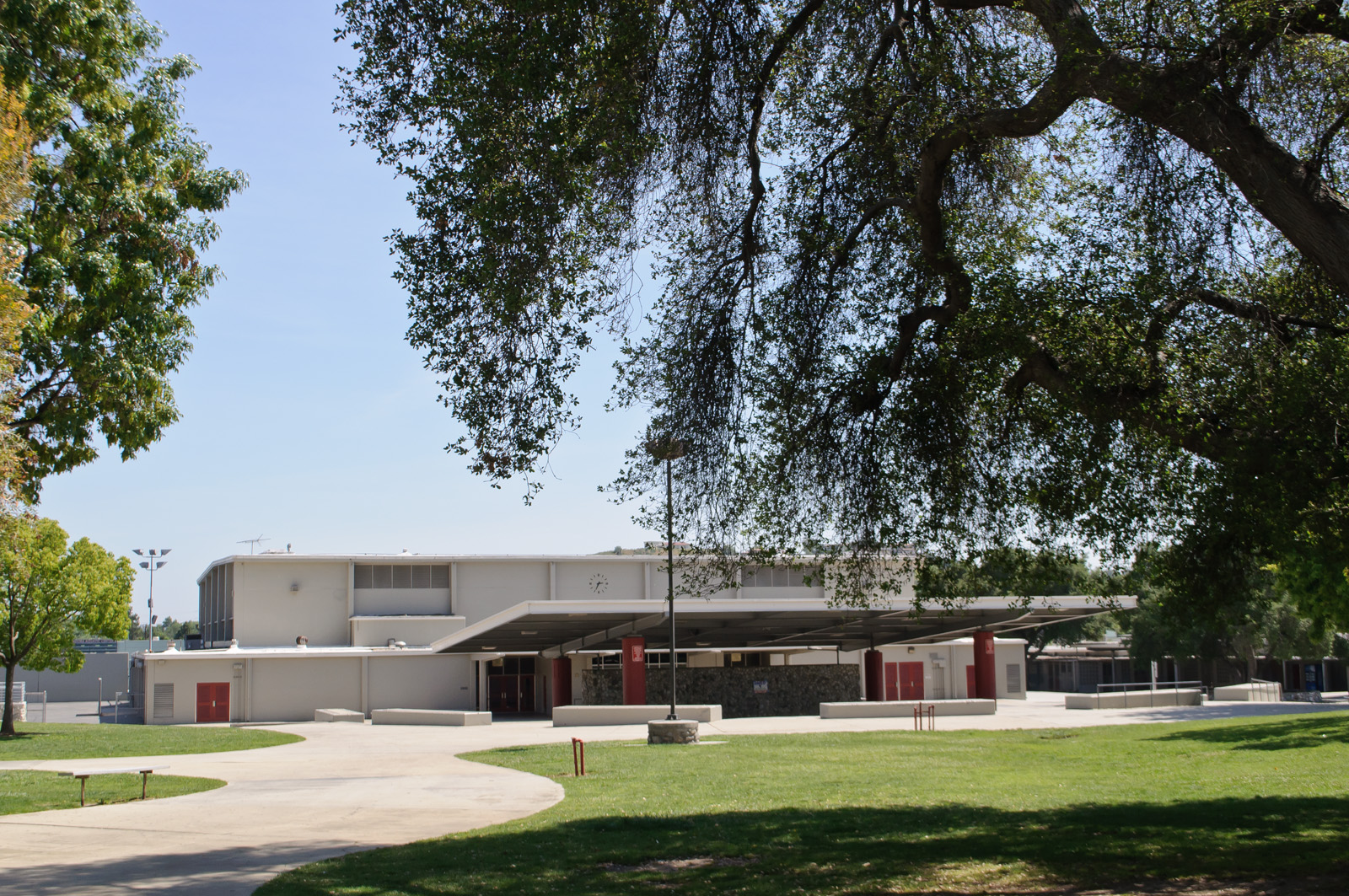
Glendora High School.

Glendora unterhält einen eigenen Schuldistrikt (Glendora Unified School District). Es bestehen fünf öffentliche Grundschulen, zwei öffentliche Mittelschulen (Middle Schools), und die öffentliche Glendora High School. Die High School unterhält ein Austauschprogramm mit dem Christian-von-Dohm-Gymnasium in Goslar (Niedersachsen). Die Sportmannschaft der Glendora High School sind die Glendore Tartans.
Es bestehen in und um Glendora zahlreiche Privatschulen unterschiedlicher Trägerschaft.
Das Citrus College als ein sogenanntes Community College hat seinen Campus in Glendora. Citrus College wurde 1915 gegründet und war das erste Community College im Los Angeles County und eines der ersten in Kalifornien.

### Museum
Die Glendora Historical Society unterhält ein Geschichtsmuseum. Die Sammlung ist eklektisch und repräsentiert die Zeit von 1800 bis zum Beginn des 20. Jahrhunderts.

## Bibliothek

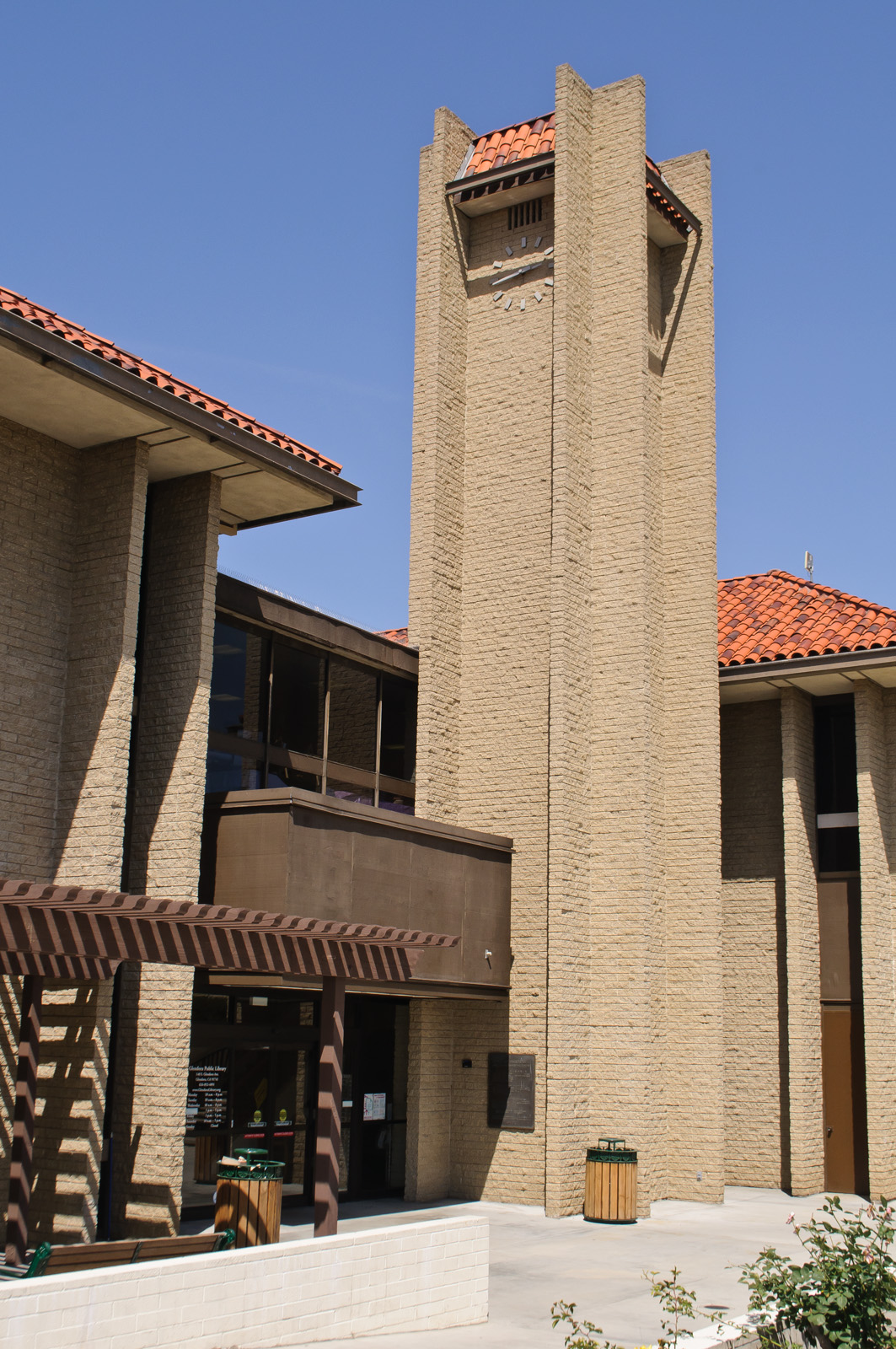
Glendora Public Library.

Die City of Glendora unterhält eine öffentliche Bibliothek. Die Bibliothek wurde 1912 gegründet, das heutige Bibliotheksgebäude wurde 1972 bezogen. Die Bibliothek umfasst etwa 140.000 Bände.

## Verkehr

### Individualverkehr

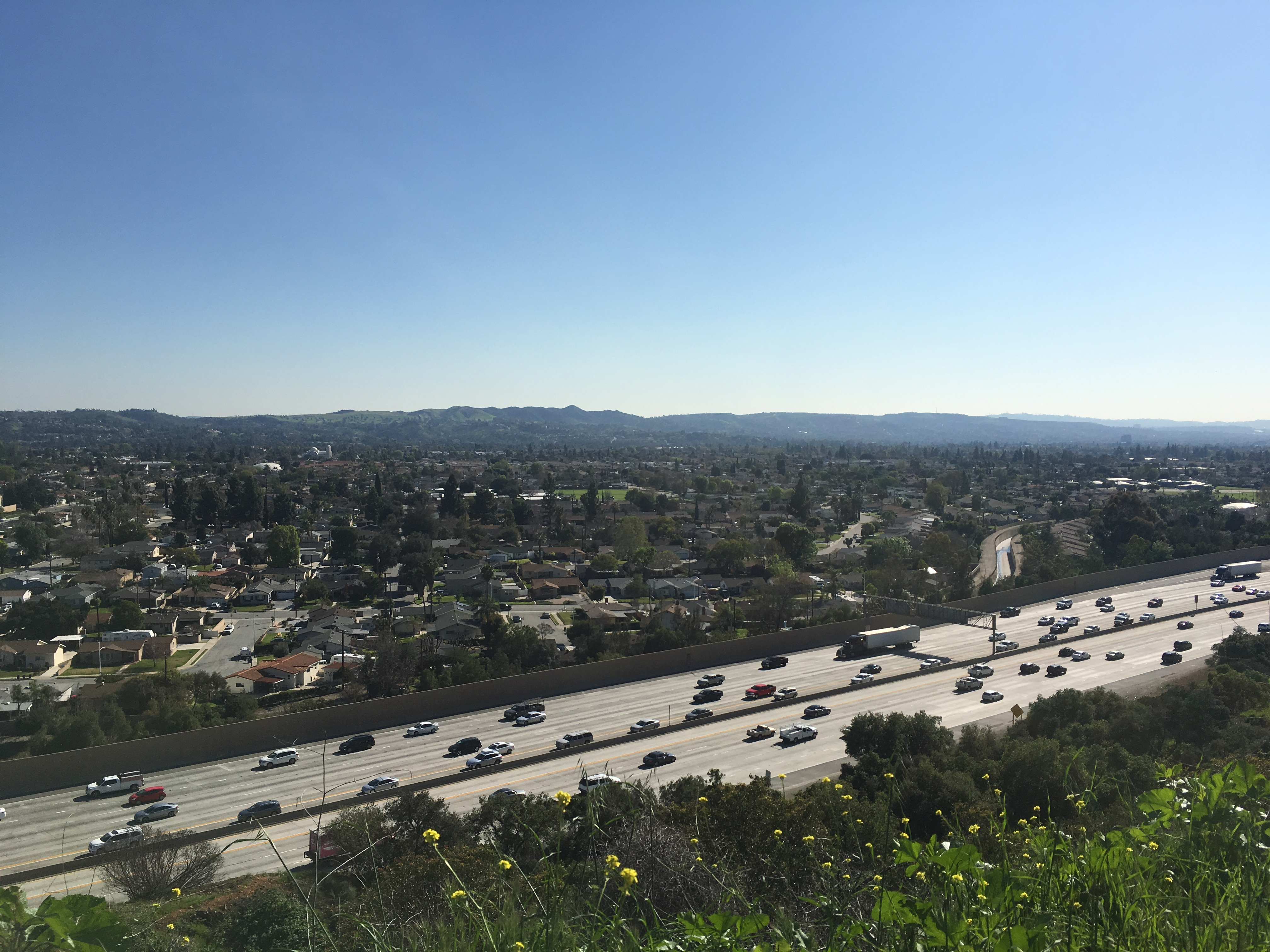
Der Foothill Freeway in Glenora.

Glendora liegt an der das Stadtgebiet in West-Ost-Richtung durchquerenden California State Route 210. Die auch als Foothill Freeway bekannte Straße ändert auf dem Stadtgebiet die Bezeichnung in Interstate Route 210. In Glendora zweigt die nach Süden führende California State Route 57 vom Foothill Freeway ab.
Parallel zum Foothill Freeway führt etwas nördlicher die historische Route 66 durch Glendora.

### Öffentlicher Personennahverkehr
Glendora ist Teil der Buslinien des Foothill Transit.
Zur Zeit kann Downtown Los Angeles über die Line A der Los Angeles Metro Rail über die Endstation APU/Citrus College auf dem Gebiet des benachbarten Azusa erreicht werden. Die City of Glendora unterhält einen Shuttle-Service zu den Haltestellen APU/Citrus College und Downtown Azusa. Geplant ist allerdings eine Verlängerung der Gold Line. Hauptbauarbeiten sollen 2020 beginnen, das Projekt soll 2026 vollendet sein. Es sollen Haltestellen in Glendora, San Dimas, La Verne, Pomona, Claremont und Montclair hinzu kommen. Im November 2018 wurde allerdings bekannt, dass der Bau sich unter anderem wegen der durch die Regierung Donald Trumps verhängten Zölle verteuere und möglicherweise verzögere.

## Religion
2004 verlegte die freikirchliche Weltweite Kirche Gottes ihr Hauptquartier von Pasadena nach Glendora.

## Sehenswürdigkeiten

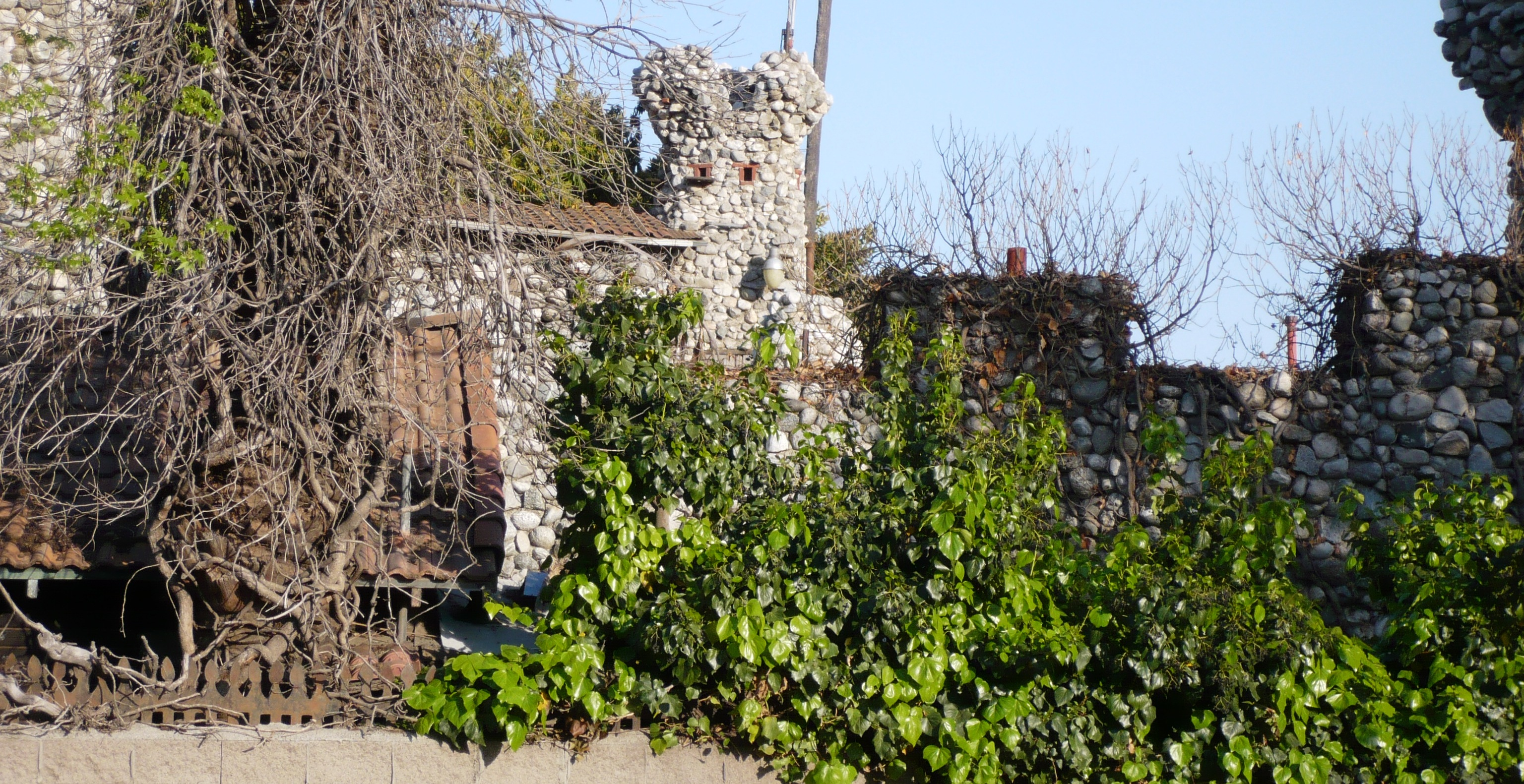
Rubel Castle 2008

- Rubel Castle 2008 Rubel Castel ist eine von dem Schulbusfahrer Michael Clarke Rubel aus recycelten Fundstücken und Beton errichtete burgähnliche Anlage. Kern der Anlage war ein Packhaus einer Zitrus-Farm. Die Anlage wurde von Rubel in den Jahren 1959 bis 1986 ohne architektonische Vorbildung errichtet. Die Anlage ist im National Register of Historic Places aufgeführt. Der Schutz wurde einerseits gewährt, da das Packhaus ein letztes Beispiel der früher für die Gegend typische Zitrusindustrie sei. Andererseits wird der Rubel Castle Historic Distric als Ausdruck der Volkskunst gewürdigt. Die Registrierung erfolgte 2013.[34] Im Atlas Obscura wird Rubel Castle allerdings als „A giant castle of junk“ bezeichnet.[35] Rubel Castle gehört heute der Glendora Historic Society, die regelmäßige Besichtigungen anbietet.[36]
- Route 66 Glendora war die erste kalifornische Gemeinde, die ihren Abschnitt der Route 66 offiziell in Route 66 umbenannte. Die Straße weist noch Überbleibsel dieser Vergangenheit auf, etwa das Art-Deco-Gebäude einer ehemaligen Tankstelle, das Neon-Werbezeichen des Golden Spur Restaurant, einige Restaurants, Hotels und Motels aus der Zeit der 1950er.[37]

## Söhne und Töchter der Stadt
- Roy L. Dennis (1961–1978), Junge der an Kraniodiaphysäre Dysplasie litt
- Zack Padilla (* 1963), Boxer
- Julie Smith (* 1968), Softballspielerin
- Erin Gruwell (* 1969), Lehrerin und Autorin
- Soleil Moon Frye (* 1976), Schauspielerin und Regisseurin
- Raylene (* 1977), Pornodarstellerin
- Casey Jacobsen (* 1981), Basketballspieler
- Anna Nalick (* 1984), Sängerin
- Marky Delgado (* 1995), Fußballspieler